# Miguel Veiga
Miguel Luís Kolback da Veiga (Porto, 30 de junho de 1936 — Porto, 14 de novembro de 2016) foi um advogado e político português.

## Biografia
De pai beirão e mãe francesa, Miguel Veiga nasceu e passou toda a sua vida no Porto, com exceção do período em que cursou a Faculdade de Direito da Universidade de Coimbra, entre 1954 e 1959.
Concluída a licenciatura nessa instituição, iniciou uma longa carreira na advocacia, de quase 50 anos, dando continuidade ao escritório do seu pai e tio, no Porto, onde praticava. essencialmente, Direito Civil e Comercial.
Sobre o exercício da advocacia escreveu num texto autobiográfico para o Jornal de Letras encarar a profissão como uma forma de cidadania, afirmando que numa "(...) sociedade agressiva e conflitual, que é a nossa, a advocacia fornece-nos (...) a dimensão civilizada da agressividade".
Influenciado pela família, de ideais republicanos e opositora ao salazarismo, cedo se interessou também pela politica.   
Em 1974, na sequencia do 25 de Abril, juntava-se a Francisco Sá Carneiro, Joaquim Magalhães Mota e Francisco Pinto Balsemão na fundação do Partido Popular Democrático (posteriormente PSD), estrutura em que veio a ocupar os cargos de vice-presidente e de membro das suas primeiras Comissões Políticas e Conselhos Nacionais. 
Pelo PSD foi igualmente eleito deputado à Assembleia Constituinte, pelo Circulo do Porto, em 1975. 
Em finais de 1975, contudo, encontrar-se-ia entre o grupo de militantes - como Jorge Sá Borges, Carlos Mota Pinto e outros - que, apos o Congresso de Aveiro, entrou em ruptura com a estratégia dirigida por Sá Carneiro, afastando-se então do partido. Viria a reaproximar-se da estrutura aquando da liderança de Francisco Pinto Balsemão. 
Embora não tenha exercido outros cargos de natureza politica (e tenha, nomeadamente, recusado exercer funções governativas), permaneceu como um dos militantes mais destacados do PSD, sendo igualmente notado o seu espirito de forte independência. Defendia igualmente uma matriz de laicidade, republicanismo e social-democracia, que considerava corresponder a verdadeira identidade do PPD-PSD, que devia parte da sua génese aos republicanos da cidade do Porto. 
Em 1986, aquando das eleições para a Presidência da República, não obstante o seu vínculo partidário - e o facto de o PSD, então chefiado por Aníbal Cavaco Silva, apoiar a candidatura de Diogo Freitas do Amaral - Miguel Veiga resolveu apoiar Mário Soares.  
Morreu a 14 de novembro de 2016, aos 80 anos de idade.

### Outras posições
Apesar do seu apoio a Mario Soares nas eleições presidenciais de 1986, quando Soares voltou a recandidatar-se em 2006, procurou novamente o apoio de Miguel Veiga, que, contudo, preferiu apoiar o candidato candidato apoiado pelo PSD, Cavaco Silva.
Foi um dos principais signatários do Manifesto em Defesa da Língua Portuguesa Contra o Acordo Ortográfico de 1990, petição on-line que, entre Maio de 2008 (data do início) e Maio de 2009 (data da apreciação pelo Parlamento), recolheu mais de 115 mil assinaturas válidas.

### Condecorações
Foi condecorado com o grau de Grande-Oficial da Ordem da Liberdade (9 de junho de 1994), sendo também membro do Conselho das Ordens Honoríficas. 
Em 2007 foi agraciado pela Câmara Municipal do Porto com a Medalha Municipal de Mérito – Grau Ouro. No momento proferiu um extenso e emotivo discurso, intitulado Razão do Sentimento de Pertença ao Porto.

### Polemicas

#### Acusação de plagio
Miguel Veiga foi acusado de plágio por José António Saraiva. No livro Confissões, publicado em 2006, o ex-diretor do Expresso José António Saraiva revelou duas queixas de plágio que o levaram a suspender os artigos de opinião do advogado no semanário. Foi igualmente acusado de plágio pelo Professor João Sousa Dias e condenado, após publicar um texto da autoria deste mencionando-o apenas como referência bibliográfica, sem revelar que o copiava integralmente.

## Obras
- Miguel Veiga et al., Francisco Sá Carneiro - 20 Anos depois, Lisboa, Gradiva Publicações, 2001, ISBN 9789726628187
- Miguel Veiga, Um Advogado em Redor das Letras à Volta do Porto, Porto, Edições Asa, 2002, ISBN 9789724130439
- Miguel Veiga, A Consciência Entre o Lícito e o Ilícito, Porto, Campo das Letras, 2004, ISBN 9789726108290
- Miguel Veiga, Os Poemas da Minha Vida 2, Lisboa, Público, 2004, ISBN 9789728892166